# Takayuki Nakahara
Takayuki Nakahara (中原 貴之 Nakahara Takayuki?), född 18 november 1984 i Yamaguchi prefektur, är en japansk fotbollsspelare.
Nakahara började sin karriär 2003 i Vegalta Sendai. 2006 blev han utlånad till Albirex Niigata. Han gick tillbaka till Vegalta Sendai 2007. Han spelade 184 ligamatcher för klubben. 2015 flyttade han till Avispa Fukuoka. Efter Avispa Fukuoka spelade han för ReinMeer Aomori. Han avslutade karriären 2018.